# 떼베짜는새

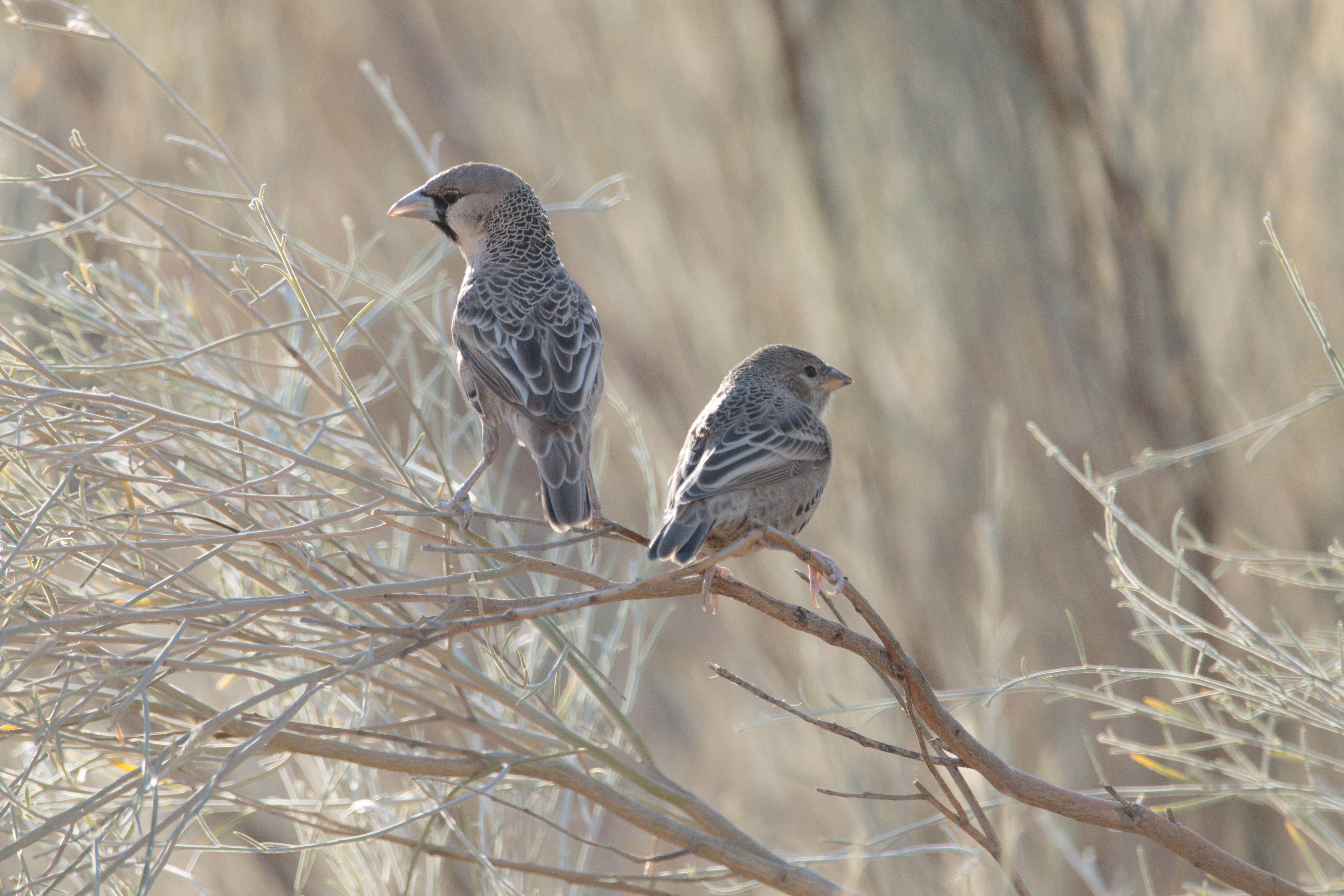
유조와 성조(크갈라가디 월경공원에서 찍은 사진)

떼베짜는새(학명: Philetairus socius 필레타이루스 소키우스[*])는 남아프리카 전역에 걸쳐 서식하는 베짜는새과에 속하는 새이다. 떼베짜는새속의 단일종이다. 남아프리카. 나미비아, 보츠와나에 분포한다. 하지만 남아프리카의 노던케이프주 내부로 서식범위가 몰려 있다. 이 종은 새들 사이에서 드물게 크고 복잡한 공용 새 둥지를 형성한다. 아마도 모든 새들이 지은 것 중에서 가장 멋진 구조물일 것이다.

## 분류 및 체계
떼베짜는새는 1790년 조류학자 존 래덤(John Latham)이 최초로 기재했다. 과거에 네 아종이 인정되었지만, 현재는 단계통일 것으로 여겨진다. 떼베짜는새는 떼베짜는새속의 유일한 현생 종이다.

### 계통
2017년 DNA 분석을 바탕으로, 떼베짜는새는 참새베짜는새아과(Plocepasserinae)에 속하며, 모자떼베짜는새속(Pseudonigrita)과 매우 근연이라는 결론이 도출된다. 이 아과의 가장 원시적인 속은 스포로피페스속(Sporopipes)이다. 이 속이 올바른 계통군임을 조건으로, 다음의 분기도는 현재의 이해를 나타낸다.
|  | 참새베짜는새속( Plocepasser)                                                   |
|  |                                                                                |
|  | \| \| 떼베짜는새 \| \| \| \| \| \| 모자떼베짜는새속(Pseudonigrita) \| \| \| \| |
|  |                                                                                |
|  | 떼베짜는새                                                                     |
|  |                                                                                |
|  | 모자떼베짜는새속(Pseudonigrita)                                                |
|  |                                                                                |

|  | 떼베짜는새                      |
|  |                                 |
|  | 모자떼베짜는새속(Pseudonigrita) |
|  |                                 |

|  | 참새베짜는새속( Plocepasser)                                                   |
|  |                                                                                |
|  | \| \| 떼베짜는새 \| \| \| \| \| \| 모자떼베짜는새속(Pseudonigrita) \| \| \| \| |
|  |                                                                                |
|  | 떼베짜는새                                                                     |
|  |                                                                                |
|  | 모자떼베짜는새속(Pseudonigrita)                                                |
|  |                                                                                |

|  | 떼베짜는새                      |
|  |                                 |
|  | 모자떼베짜는새속(Pseudonigrita) |
|  |                                 |

|  | 참새베짜는새속( Plocepasser)                                                   |
|  |                                                                                |
|  | \| \| 떼베짜는새 \| \| \| \| \| \| 모자떼베짜는새속(Pseudonigrita) \| \| \| \| |
|  |                                                                                |
|  | 떼베짜는새                                                                     |
|  |                                                                                |
|  | 모자떼베짜는새속(Pseudonigrita)                                                |
|  |                                                                                |

|  | 떼베짜는새                      |
|  |                                 |
|  | 모자떼베짜는새속(Pseudonigrita) |
|  |                                 |

|  | 참새베짜는새속( Plocepasser)                                                   |
|  |                                                                                |
|  | \| \| 떼베짜는새 \| \| \| \| \| \| 모자떼베짜는새속(Pseudonigrita) \| \| \| \| |
|  |                                                                                |
|  | 떼베짜는새                                                                     |
|  |                                                                                |
|  | 모자떼베짜는새속(Pseudonigrita)                                                |
|  |                                                                                |

|  | 떼베짜는새                      |
|  |                                 |
|  | 모자떼베짜는새속(Pseudonigrita) |
|  |                                 |

| 큰베짜는새아과 | \| \| 흰머리영양베짜는새 \| \| \| \| \| \| 큰베짜는새속(Bubalornis) \| \| \| \| |
|                | \| \| 흰머리영양베짜는새 \| \| \| \| \| \| 큰베짜는새속(Bubalornis) \| \| \| \| |
| 베짜는새아과   | 기타 베짜는새들                                                                 |
|                | 기타 베짜는새들                                                                 |
|                | 흰머리영양베짜는새                                                              |
|                |                                                                                 |
|                | 큰베짜는새속(Bubalornis)                                                        |
|                |                                                                                 |

|  | 흰머리영양베짜는새       |
|  |                          |
|  | 큰베짜는새속(Bubalornis) |
|  |                          |

|  | 참새베짜는새속( Plocepasser)                                                   |
|  |                                                                                |
|  | \| \| 떼베짜는새 \| \| \| \| \| \| 모자떼베짜는새속(Pseudonigrita) \| \| \| \| |
|  |                                                                                |
|  | 떼베짜는새                                                                     |
|  |                                                                                |
|  | 모자떼베짜는새속(Pseudonigrita)                                                |
|  |                                                                                |

|  | 떼베짜는새                      |
|  |                                 |
|  | 모자떼베짜는새속(Pseudonigrita) |
|  |                                 |

|  | 참새베짜는새속( Plocepasser)                                                   |
|  |                                                                                |
|  | \| \| 떼베짜는새 \| \| \| \| \| \| 모자떼베짜는새속(Pseudonigrita) \| \| \| \| |
|  |                                                                                |
|  | 떼베짜는새                                                                     |
|  |                                                                                |
|  | 모자떼베짜는새속(Pseudonigrita)                                                |
|  |                                                                                |

|  | 떼베짜는새                      |
|  |                                 |
|  | 모자떼베짜는새속(Pseudonigrita) |
|  |                                 |

|  | 참새베짜는새속( Plocepasser)                                                   |
|  |                                                                                |
|  | \| \| 떼베짜는새 \| \| \| \| \| \| 모자떼베짜는새속(Pseudonigrita) \| \| \| \| |
|  |                                                                                |
|  | 떼베짜는새                                                                     |
|  |                                                                                |
|  | 모자떼베짜는새속(Pseudonigrita)                                                |
|  |                                                                                |

|  | 떼베짜는새                      |
|  |                                 |
|  | 모자떼베짜는새속(Pseudonigrita) |
|  |                                 |

|  | 참새베짜는새속( Plocepasser)                                                   |
|  |                                                                                |
|  | \| \| 떼베짜는새 \| \| \| \| \| \| 모자떼베짜는새속(Pseudonigrita) \| \| \| \| |
|  |                                                                                |
|  | 떼베짜는새                                                                     |
|  |                                                                                |
|  | 모자떼베짜는새속(Pseudonigrita)                                                |
|  |                                                                                |

|  | 떼베짜는새                      |
|  |                                 |
|  | 모자떼베짜는새속(Pseudonigrita) |
|  |                                 |

| 큰베짜는새아과 | \| \| 흰머리영양베짜는새 \| \| \| \| \| \| 큰베짜는새속(Bubalornis) \| \| \| \| |
|                | \| \| 흰머리영양베짜는새 \| \| \| \| \| \| 큰베짜는새속(Bubalornis) \| \| \| \| |
| 베짜는새아과   | 기타 베짜는새들                                                                 |
|                | 기타 베짜는새들                                                                 |
|                | 흰머리영양베짜는새                                                              |
|                |                                                                                 |
|                | 큰베짜는새속(Bubalornis)                                                        |
|                |                                                                                 |

|  | 흰머리영양베짜는새       |
|  |                          |
|  | 큰베짜는새속(Bubalornis) |
|  |                          |

|  | 참새베짜는새속( Plocepasser)                                                   |
|  |                                                                                |
|  | \| \| 떼베짜는새 \| \| \| \| \| \| 모자떼베짜는새속(Pseudonigrita) \| \| \| \| |
|  |                                                                                |
|  | 떼베짜는새                                                                     |
|  |                                                                                |
|  | 모자떼베짜는새속(Pseudonigrita)                                                |
|  |                                                                                |

|  | 떼베짜는새                      |
|  |                                 |
|  | 모자떼베짜는새속(Pseudonigrita) |
|  |                                 |

|  | 참새베짜는새속( Plocepasser)                                                   |
|  |                                                                                |
|  | \| \| 떼베짜는새 \| \| \| \| \| \| 모자떼베짜는새속(Pseudonigrita) \| \| \| \| |
|  |                                                                                |
|  | 떼베짜는새                                                                     |
|  |                                                                                |
|  | 모자떼베짜는새속(Pseudonigrita)                                                |
|  |                                                                                |

|  | 떼베짜는새                      |
|  |                                 |
|  | 모자떼베짜는새속(Pseudonigrita) |
|  |                                 |

|  | 참새베짜는새속( Plocepasser)                                                   |
|  |                                                                                |
|  | \| \| 떼베짜는새 \| \| \| \| \| \| 모자떼베짜는새속(Pseudonigrita) \| \| \| \| |
|  |                                                                                |
|  | 떼베짜는새                                                                     |
|  |                                                                                |
|  | 모자떼베짜는새속(Pseudonigrita)                                                |
|  |                                                                                |

|  | 떼베짜는새                      |
|  |                                 |
|  | 모자떼베짜는새속(Pseudonigrita) |
|  |                                 |

|  | 참새베짜는새속( Plocepasser)                                                   |
|  |                                                                                |
|  | \| \| 떼베짜는새 \| \| \| \| \| \| 모자떼베짜는새속(Pseudonigrita) \| \| \| \| |
|  |                                                                                |
|  | 떼베짜는새                                                                     |
|  |                                                                                |
|  | 모자떼베짜는새속(Pseudonigrita)                                                |
|  |                                                                                |

|  | 떼베짜는새                      |
|  |                                 |
|  | 모자떼베짜는새속(Pseudonigrita) |
|  |                                 |

| 큰베짜는새아과 | \| \| 흰머리영양베짜는새 \| \| \| \| \| \| 큰베짜는새속(Bubalornis) \| \| \| \| |
|                | \| \| 흰머리영양베짜는새 \| \| \| \| \| \| 큰베짜는새속(Bubalornis) \| \| \| \| |
| 베짜는새아과   | 기타 베짜는새들                                                                 |
|                | 기타 베짜는새들                                                                 |
|                | 흰머리영양베짜는새                                                              |
|                |                                                                                 |
|                | 큰베짜는새속(Bubalornis)                                                        |
|                |                                                                                 |

|  | 흰머리영양베짜는새       |
|  |                          |
|  | 큰베짜는새속(Bubalornis) |
|  |                          |

|  | 참새베짜는새속( Plocepasser)                                                   |
|  |                                                                                |
|  | \| \| 떼베짜는새 \| \| \| \| \| \| 모자떼베짜는새속(Pseudonigrita) \| \| \| \| |
|  |                                                                                |
|  | 떼베짜는새                                                                     |
|  |                                                                                |
|  | 모자떼베짜는새속(Pseudonigrita)                                                |
|  |                                                                                |

|  | 떼베짜는새                      |
|  |                                 |
|  | 모자떼베짜는새속(Pseudonigrita) |
|  |                                 |

|  | 참새베짜는새속( Plocepasser)                                                   |
|  |                                                                                |
|  | \| \| 떼베짜는새 \| \| \| \| \| \| 모자떼베짜는새속(Pseudonigrita) \| \| \| \| |
|  |                                                                                |
|  | 떼베짜는새                                                                     |
|  |                                                                                |
|  | 모자떼베짜는새속(Pseudonigrita)                                                |
|  |                                                                                |

|  | 떼베짜는새                      |
|  |                                 |
|  | 모자떼베짜는새속(Pseudonigrita) |
|  |                                 |

|  | 참새베짜는새속( Plocepasser)                                                   |
|  |                                                                                |
|  | \| \| 떼베짜는새 \| \| \| \| \| \| 모자떼베짜는새속(Pseudonigrita) \| \| \| \| |
|  |                                                                                |
|  | 떼베짜는새                                                                     |
|  |                                                                                |
|  | 모자떼베짜는새속(Pseudonigrita)                                                |
|  |                                                                                |

|  | 떼베짜는새                      |
|  |                                 |
|  | 모자떼베짜는새속(Pseudonigrita) |
|  |                                 |

|  | 참새베짜는새속( Plocepasser)                                                   |
|  |                                                                                |
|  | \| \| 떼베짜는새 \| \| \| \| \| \| 모자떼베짜는새속(Pseudonigrita) \| \| \| \| |
|  |                                                                                |
|  | 떼베짜는새                                                                     |
|  |                                                                                |
|  | 모자떼베짜는새속(Pseudonigrita)                                                |
|  |                                                                                |

|  | 떼베짜는새                      |
|  |                                 |
|  | 모자떼베짜는새속(Pseudonigrita) |
|  |                                 |

| 큰베짜는새아과 | \| \| 흰머리영양베짜는새 \| \| \| \| \| \| 큰베짜는새속(Bubalornis) \| \| \| \| |
|                | \| \| 흰머리영양베짜는새 \| \| \| \| \| \| 큰베짜는새속(Bubalornis) \| \| \| \| |
| 베짜는새아과   | 기타 베짜는새들                                                                 |
|                | 기타 베짜는새들                                                                 |
|                | 흰머리영양베짜는새                                                              |
|                |                                                                                 |
|                | 큰베짜는새속(Bubalornis)                                                        |
|                |                                                                                 |

|  | 흰머리영양베짜는새       |
|  |                          |
|  | 큰베짜는새속(Bubalornis) |
|  |                          |

## 특징
몸길이는 14 cm (5 1⁄2 in) 정도이며, 턱이 거멓고 옆구리에는 검은 줄무늬가 있으며, 등에는 조개 모양의 무늬가 있다. 체중은 대개 26–32 g (15⁄16–1 1⁄8 oz)이며, 성별은 구분하기 어렵다. 꼬리 길이는 42-48mm (1.7-1.9 in) 정도이다..

## 분포 및 서식지
서식 범위는 남아프리카 북서부와 보츠와나 남서부에 걸쳐 있으며, 북쪽으로 나미비아 전역으로 뻗어 있다. 남부 칼라하리 지역의 건조한 사바나 특성과 강하게 연관되어 있다. 부시맨큰풀(Stipagrostis ciliata) 같은 뻣뻣한 풀의 존재는 둥지의 중요 재료로 쓰이기 때문에 이들 분포의 중요한 결정 요인이다. 칼라하리 중북부 지역의 키 큰 풀과 인화성이 그 지역에 새가 없는 요소로 작용할 수 있다. 그런 지역은 주로 여름에 강우량이 낮으며 예측불가능할 정도로 들쭉날쭉해 반건조하다. 개체 수는 정량화되지 않았지만, 그 수가 '평범하거나 풍부한' 것으로 기술된다.

## 습성과 생태

### 번식
서식지의 남쪽 지역에서는 연중 언제든지 번식이 일어날 수 있으며 강우량과 밀접한 관련이 있다. 북부 지역에서는 12월에서 8월 사이에 별도의 번식기가 관찰되었다. 강우량이 적은 해에는 군락 안의 많은 베짜기새들(때로는 절반 이상)이 번식하지 않는다. 상시 조건에서 베짜기새들은 번식 주기에 최대 네 번의 번식을 한다. 떼베짜기새는 유조와 혈연이 아닌 유생들을 돌보는 것을 도와주는 것으로 알려져 있으며, 거의 모든 부부 새가 도우미 새의 도움을 받는다. 짝을 맺은 한 쌍이 어린 개체를 반복 포식하는 반응으로 한 계절에 총 아홉 마리의 새끼 새를 낳는 것으로 기록되었다. 생후 1년 이내에 번식을 시작하는 북방 온대 참새류와 달리, 떼베짜는새는 때때로 최대 2년까지 느린 번식을 한다.

### 둥지
떼베짜는새는 나무와 키가 큰 사물에 영구적인 둥지를 만든다. 이 둥지는 새가 짓는 둥지 중 가장 큰 둥지이며, 한 번에 여러 세대에 걸쳐 200마리 이상의 새를 수용할 정도로 충분히 크다. 둥지는 매우 조직화되어 있으며 새들에게 외부에 비해 더 유리한 온도를 제공해준다. 중앙의 방들은 열을 유지하며 밤에 휴식하는 데 사용된다. 바깥쪽 방들은 낮 동안의 그늘로 사용되며, 사용된 방의 내부 온도는 7–8 °C (45–46 °F) 범위 내에서만 변화하는 반면, 외부 온도는 16–33.5 °C (60.8–92.3 °F) 범위 내에서 변화하는 것으로 나타났다.
둥지 군락은 별도의 방으로 구성되어 있으며, 각 방은 한 쌍(때로는 새끼와 함께)이 차지하고 둥지를 틀고 번식하는 데 사용된다. 둥지 군락은 아카시아나 전신주와 같은 크고 튼튼한 구조물 주위에 지어진다. 둥지 재료로 사용되는 나무로는 낙타가시나무, 양치기나무(Boscia albitrunca), 동개나무가 있다. 에토샤 국립공원에 사는 떼베짜는새들의 경우 모판나무(Colophospermum mopane)를 둥지 재료로 쓰기도 한다. 커다란 둥지 군락은 여러 세대에 걸쳐, 때로는 199년 이상 활성화되어 있다. 나무 위의 군락 둥지는 큰 건초 더미처럼 보인다. 아래에서 보면 방으로 들어가는 입구가 벌집 모양으로 보인다. 입구의 너비는 약 3 in (76 mm)이며, 길이는 최대 10 in (250 mm)이다.
떼베짜는새의 둥지는 다양한 종류의 동물들의 서식처를 제공해 준다. 여기에는 여러 다른 새 종들도 포함된다. 이 새들은 둥지를 다양한 방식으로 사용한다. 예를 들어, 번식용(대일홍조와 벚꽃모란앵무), 둥지용(패밀리어사막딱새와 회색박새), 또는 대형 새들(올빼미, 독수리, 매 등)의 둥지를 위한 기반으로 사용된다. 비록 대부분의 새들이 떼베짜는새의 둥지를 공동으로 사용하지만, 케이프타운 킴벌리의 일부 지역에서는 난쟁이새매가 베짜는새의 새끼를 포식하며 그에 대한 공격성이 보고된 바 있다.
파충류도 이 둥지를 이용한다. 뱀 중 특히 케이프 코브라, 나무독뱀의 경우 떼베짜는새의 주요 천적이며 종종 군락의 모든 방에 있는 알을 먹으려 든다. 둥지 포식은 매우 높은 확률로 일어나는 일로, 한 연구에서는 둥지 내부의 알 중 70%가 뱀들의 먹이가 되었다. 덧붙여서, 칼라하리나무도마뱀(Trachylepis spilogaster)의 경우 이 둥지와 관련이 크다. 둥지가 있는 나무는 둥지가 없는 나무보다 더 많은 나무도마뱀을 보유하는 것으로 나타났다. 게다가, 이 도마뱀은 주요 포식자 중 하나인 난쟁이새매가 언제 접근하는지 확인하기 위해 떼베짜기새들의 경고음을 도청하는 법을 배웠다.
전봇대에 지어진 둥지는 우기에는 때때로 합선을 일으키고 건기에는 화재의 발생 원인이 된다.
일부 증거에 따르면 둥지를 짓는 데 이루어지는 협력은 혈연 선택으로 주도된다.
떼베짜는새의 둥지 아래로 떨어지는 새 배설물은 풍뎅이들이 사용한다.

### 먹이
떼베짜기새는 충식성이며 먹이 종류 중 80%를 이루고 있다. 고인 물이 부족한 건조한 칼라하리 사막에서의 생활에 적응하기 위해, 떼베짜기새들은 모든 물을 먹이에서 조달한다. 씨앗과 다른 식물성 생산물을 섭취하기도 한다. 먹이를 찾는 일은 주로 땅 위에서 이루어지지만, 나무껍질과 잎에서 찾기도 한다.

## 사진

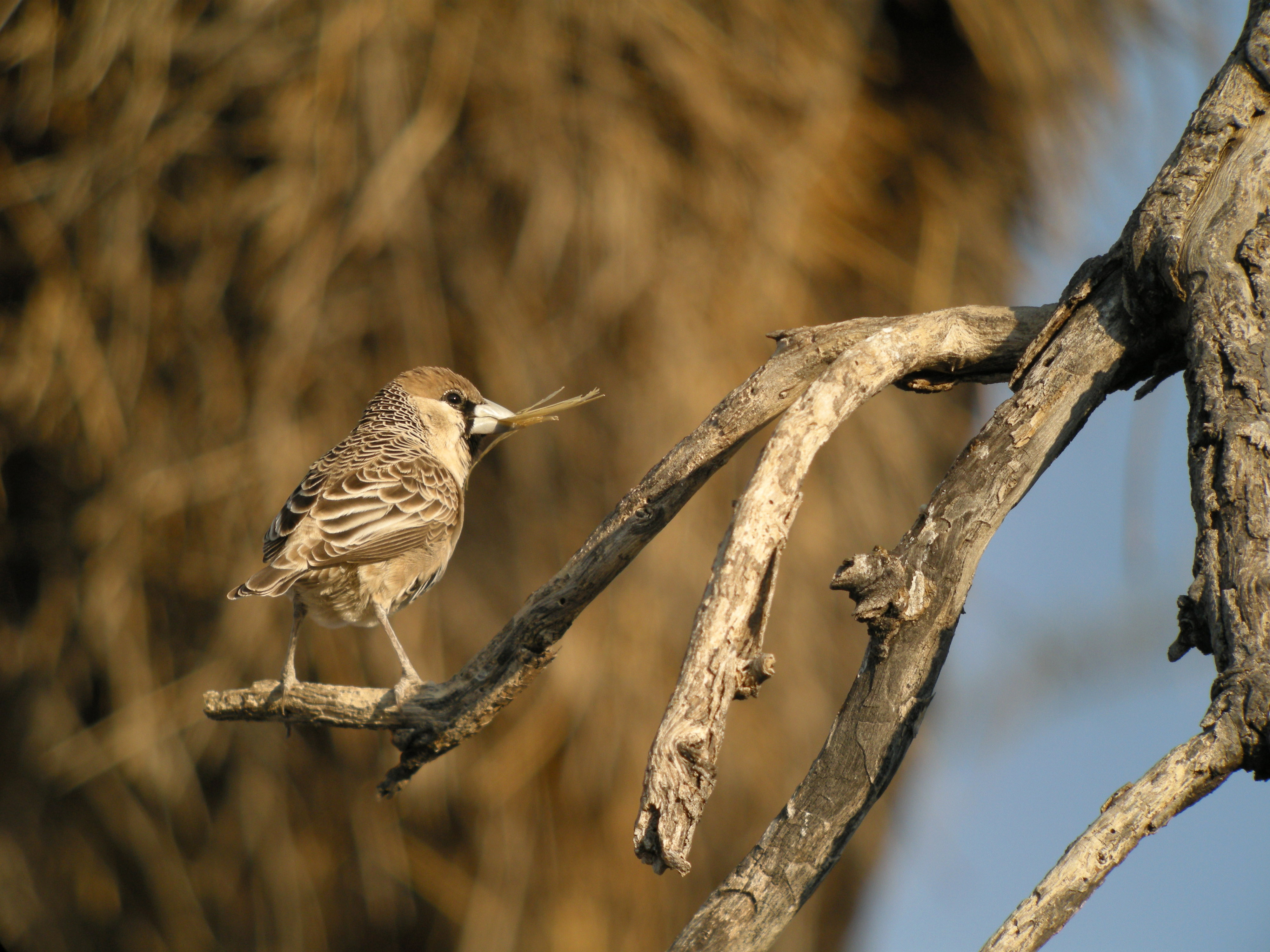
둥지 재료에 도착한 성조
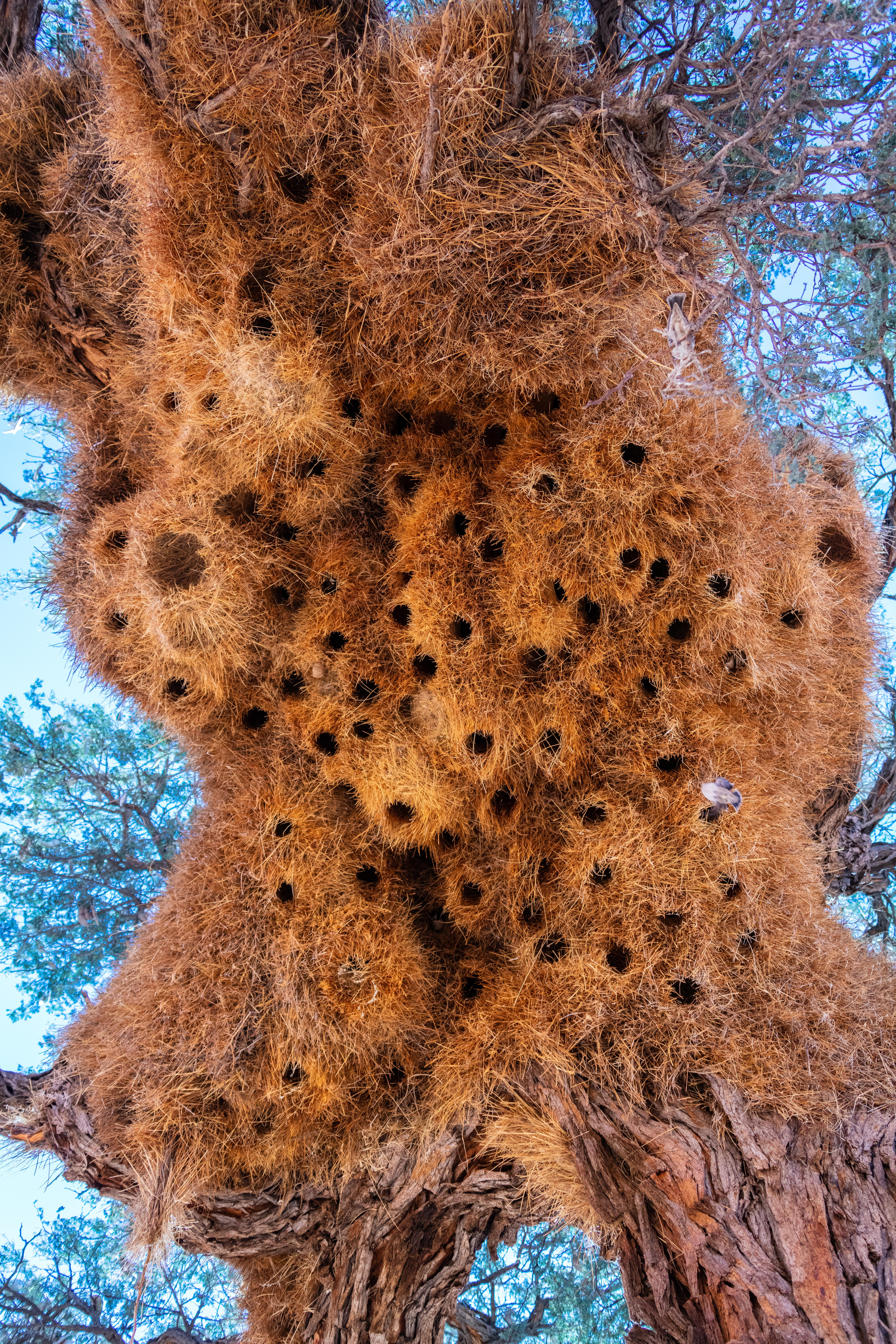
하단에 보이는 수 많은 방 입구들
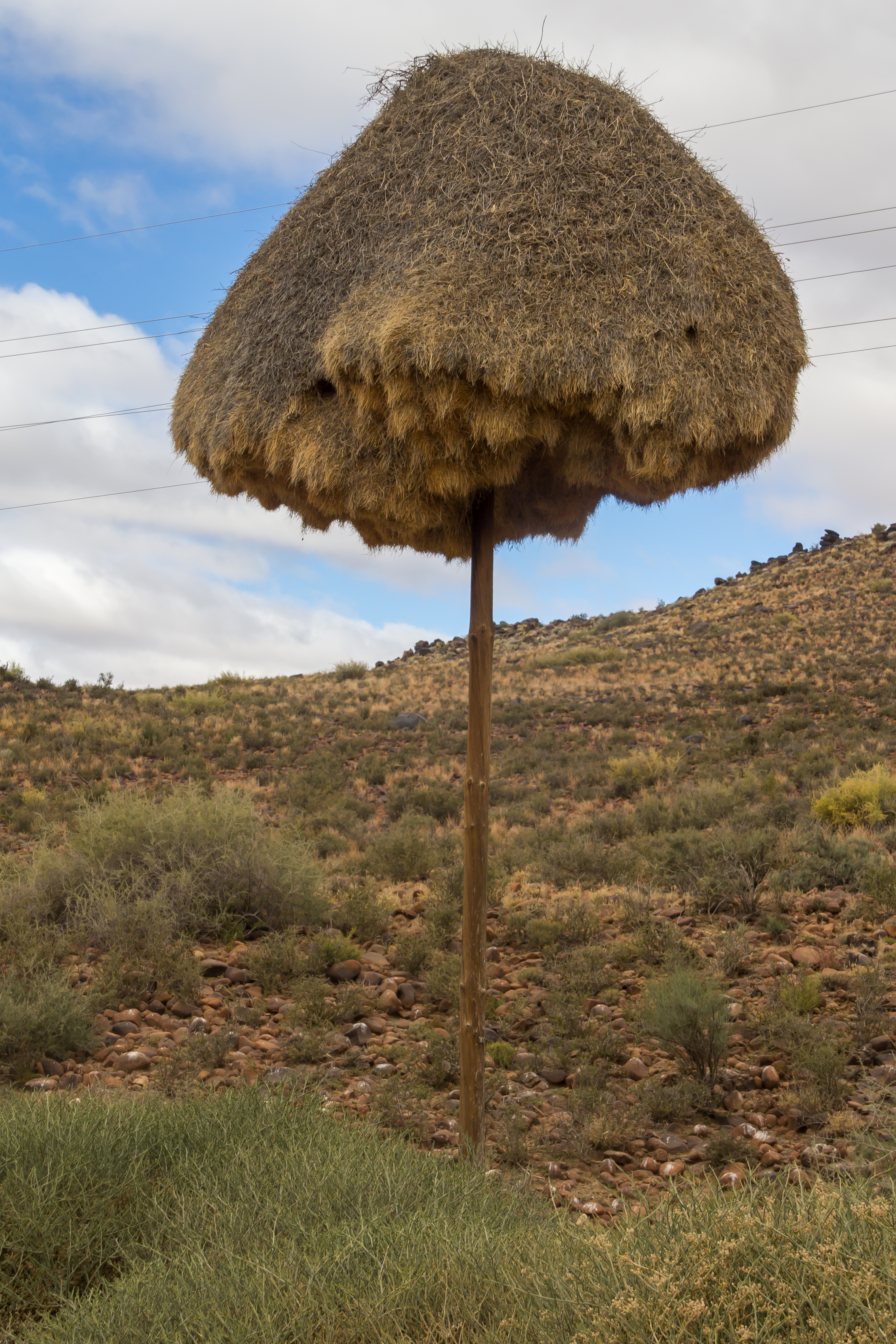
낙뢰침 위에 놓인 둥지